# Román Pavliuchenko
Román Anatólievich Pavliuchenko (en ruso: Рома́н Анато́льевич Павлюче́нко; Mostovskoi, Krai de Krasnodar, RSFS de Rusia, Unión Soviética, 15 de diciembre de 1981) es un futbolista ruso.

## Carrera profesional
Debutó como futbolista con el FC Dynamo Stavropol en la temporada 1999. Al año siguiente, en 2000, llegó al FC Rotor Volgograd, donde militó tres años marcando 15 goles.

### Spartak Moscú
En 2003, Pavliuchenko se marchó al Spartak Moscú. Desde entonces, encabeza la lista de máximos goleadores del club moscovita, marcando 67 goles en 130 partidos. Sus estadísticas, así como su respeto por los colores del club, le han convertido en un ídolo para la afición moscovita.
Debido a sus numerosos goles y a su buena Eurocopa 2008, se habló mucho de su salida a algún gran equipo de la Primera División de España o de la Premier League, estando tasado su precio en unos 10 millones de €.

### Tottenham Hotspur
Finalmente, a finales de agosto de 2008, se anunció su incorporación al Tottenham Hotspurs de la Premier League por un monto total de 15 millones de euros.

### FC Lokomotiv Moscú
El 31 de enero de 2012, Olga Smoródskaya, presidenta del FC Lokomotiv Moscú, confirmó el fichaje del delantero ruso. El equipo de los Ferrocarriles Rusos pagó alrededor de 13 millones de euros al Tottenham inglés para hacerse con los servicios del delantero internacional.

## Selección nacional
Debutó con la selección rusa en el año 2005, siendo una pieza fundamental en el combinado dirigido por Guus Hiddink. Saltó a la fama debido a los dos goles que le marcó a la selección inglesa en un partido de clasificación para la Eurocopa 2008, cuyo resultado fue 2-1 a favor de los rusos. En ésta competición marcó 3 goles, siendo el máximo goleador del equipo ruso y MVP tras el partido contra Grecia. Fue convocado para disputar la Eurocopa 2012 con su selección. En dicha competición participó en tres partidos, marcándole un gol a la República Checa.

### Participaciones en Eurocopas
| Eurocopa      | Sede              | Resultado      |
| ------------- | ----------------- | -------------- |
| Eurocopa 2008 | Austria / Suiza   | Semifinales    |
| Eurocopa 2012 | Polonia / Ucrania | Fase de grupos |

## Estadísticas
Actualizado hasta el 1 de diciembre de 2015.
| Club                         | Temporada             | Liga | Liga | Copa | Copa | Copa de la Liga | Copa de la Liga | Europa | Europa | Otros | Otros | Total | Total |
| Club                         | Temporada             | PJ   | G    | PJ   | G    | PJ              | G               | PJ     | G      | PJ    | G     | PJ    | G     |
| ---------------------------- | --------------------- | ---- | ---- | ---- | ---- | --------------- | --------------- | ------ | ------ | ----- | ----- | ----- | ----- |
| Dynamo Stavropol · Rusia     | 1999                  | 31   | 11   | 3    | 0    | -               | -               | -      | -      | -     | -     | 34    | 11    |
| Dynamo Stavropol · Rusia     | Total                 | 31   | 11   | 3    | 0    | 0               | 0               | 0      | 0      | 0     | 0     | 34    | 11    |
| Rotor · Rusia                | 2000                  | 16   | 5    | 1    | 1    | -               | -               | -      | -      | -     | -     | 17    | 6     |
| Rotor · Rusia                | 2001                  | 28   | 5    | 0    | 0    | -               | -               | -      | -      | -     | -     | 28    | 5     |
| Rotor · Rusia                | 2002                  | 21   | 4    | 1    | 0    | -               | -               | -      | -      | -     | -     | 22    | 4     |
| Rotor · Rusia                | Total                 | 65   | 14   | 2    | 1    | 0               | 0               | 0      | 0      | 0     | 0     | 67    | 15    |
| Spartak Moscú · Rusia        | 2003                  | 27   | 10   | 5    | 3    | 1               | 2               | 2      | 1      | -     | -     | 35    | 16    |
| Spartak Moscú · Rusia        | 2004                  | 26   | 10   | 2    | 0    | -               | -               | 5      | 3      | 1     | 0     | 34    | 13    |
| Spartak Moscú · Rusia        | 2005                  | 25   | 11   | 1    | 1    | -               | -               | -      | -      | -     | -     | 26    | 12    |
| Spartak Moscú · Rusia        | 2006                  | 27   | 18   | 6    | 0    | -               | -               | 10     | 3      | 1     | 0     | 44    | 21    |
| Spartak Moscú · Rusia        | 2007                  | 22   | 14   | 3    | 0    | -               | -               | 8      | 6      | 0     | 0     | 33    | 20    |
| Spartak Moscú · Rusia        | 2008                  | 14   | 6    | 0    | 0    | -               | -               | 3      | 1      | -     | -     | 17    | 7     |
| Spartak Moscú · Rusia        | Total                 | 141  | 69   | 17   | 4    | 1               | 2               | 28     | 14     | 2     | 0     | 189   | 89    |
| Tottenham Hotspur Inglaterra | 2008–09               | 28   | 5    | 2    | 3    | 6               | 6               | 0      | 0      | -     | -     | 36    | 14    |
| Tottenham Hotspur Inglaterra | 2009–10               | 16   | 5    | 6    | 4    | 2               | 1               | -      | -      | -     | -     | 24    | 10    |
| Tottenham Hotspur Inglaterra | 2010–11               | 29   | 10   | 1    | 0    | 1               | 0               | 8      | 4      | -     | -     | 39    | 14    |
| Tottenham Hotspur Inglaterra | 2011–12               | 5    | 1    | 2    | 1    | 1               | 0               | 6      | 2      | -     | -     | 14    | 4     |
| Tottenham Hotspur Inglaterra | Total                 | 78   | 21   | 11   | 8    | 10              | 7               | 14     | 6      | 0     | 0     | 113   | 42    |
| Lokomotiv Moscú · Rusia      | 2011–12               | 9    | 2    | 1    | 0    | -               | -               | 0      | 0      | -     | -     | 10    | 2     |
| Lokomotiv Moscú · Rusia      | 2012-13               | 19   | 4    | 1    | 0    | -               | -               | 0      | 0      | -     | -     | 20    | 4     |
| Lokomotiv Moscú · Rusia      | 2013-14               | 24   | 6    | 1    | 0    | -               | -               | 0      | 0      | -     | -     | 25    | 6     |
| Lokomotiv Moscú · Rusia      | 2014-15               | 20   | 3    | 0    | 0    | -               | -               | 1      | 1      | -     | -     | 21    | 4     |
| Lokomotiv Moscú · Rusia      | 2015-16               | 0    | 0    | 1    | 0    | -               | -               | 0      | 0      | -     | -     | 1     | 0     |
| Lokomotiv Moscú · Rusia      | Total                 | 72   | 15   | 4    | 0    | 0               | 0               | 1      | 1      | 0     | 0     | 77    | 16    |
| Kubán Krasnodar · Rusia      | 2015–16               | 5    | 0    | 0    | 0    | -               | -               | 0      | 0      | -     | -     | 5     | 0     |
| Kubán Krasnodar · Rusia      | Total                 | 5    | 0    | 0    | 0    | 0               | 0               | 0      | 0      | 0     | 0     | 5     | 0     |
| Totales en su carrera        | Totales en su carrera | 392  | 120  | 37   | 13   | 11              | 9               | 43     | 21     | 2     | 0     | 485   | 163   |

## Palmarés

### Campeonatos nacionales
| Título        | Club            | País  | Año  |
| ------------- | --------------- | ----- | ---- |
| Copa de Rusia | Spartak Moscú   | Rusia | 2003 |
| Copa de Rusia | Lokomotiv Moscú | Rusia | 2015 |

### Distinciones individuales
| Distinción                                             | Año  |
| ------------------------------------------------------ | ---- |
| Máximo goleador de la Liga Premier de Rusia (18 goles) | 2006 |
| Máximo goleador de la Liga Premier de Rusia (14 goles) | 2007 |